# Kenneth Haugstad
Kenneth Haugstad, född 17 juni 1977 i Lillehammer, är en norsk travkusk. Sedan 2014 är han verksam vid Solvalla i Sverige och är försteman hos stall Roger Walmann. Han har kört hästar som Magic Tonight, Rod Stewart, Caddie Lisieux, Dibaba och Heavy Sound. Han var tidigare verksam vid Halmstadtravet.
Han utsågs till Årets Kenneth för året 2010 av Svenska Kennethklubben.
Han har tagit flera av karriärens allra största segrar tillsammans med Heavy Sound. De har bland annat segrat i en E3-final 2015, St. Michel-loppet i Finland 2018 och Gulddivisionens final i september 2018. Ekipaget kom även på andraplats, bakom Readly Express, i 2016 års upplaga av Svenskt Travderby.

## Segrar i större lopp
| År   | Lopp                                 | Häst           | Tränare             | Lopptyp |
| ---- | ------------------------------------ | -------------- | ------------------- | ------- |
| 2009 | Lärlingseliten                       | Quick Trip     | Lutfi Kolgjini      | -       |
| 2012 | Lärlingseliten                       | Burmas Yankee  | Hans Christian Holm | -       |
| 2013 | Ulf Thoresens Minneslopp             | Rod Stewart    | Jerry Riordan       | Grupp 1 |
| 2015 | E3-final (korta), hingstar/valacker  | Heavy Sound    | Roger Walmann       | Grupp 1 |
| 2015 | Grosser Preis von Deutschland        | Exodus Hanover | Roger Walmann       | Grupp 1 |
| 2015 | Svenskt Trav-Oaks                    | Spoil Me       | Roger Walmann       | Grupp 1 |
| 2017 | Margaretas Tidiga Unghästserie, mars | Caddie Lisieux | Roger Walmann       | -       |
| 2017 | Stosprintern                         | Caddie Lisieux | Roger Walmann       | Grupp 2 |
| 2017 | Bronsdivisionens final, nov          | Tobacco        | Roger Walmann       | -       |
| 2018 | The Onions Lopp                      | Heavy Sound    | Daniel Redén        | -       |
| 2018 | H.K.H. Prins Daniels Lopp            | Heavy Sound    | Daniel Redén        | Grupp 2 |
| 2018 | Färjestads Jubileumslopp             | Heavy Sound    | Daniel Redén        | -       |
| 2018 | St. Michel-loppet                    | Heavy Sound    | Daniel Redén        | Grupp 1 |
| 2018 | Gulddivisionens final, sept          | Heavy Sound    | Daniel Redén        | Grupp 2 |
| 2019 | Margaretas Tidiga Unghästserie, jan  | S.G.Maleficent | Roger Walmann       | -       |
| 2019 | Diamantstoets final, mars            | Odessa Celeber | Roger Walmann       | -       |